# Andreas von O’Reilly
Graf Andreas von O’Reilly (englisch Andrew O’Reilly, * 3. August 1742 in Ballinlough, Irland; † 5. Juli 1832 in Penzing bei Wien) war k. k. General der Kavallerie und Kommandeur des Maria-Theresia-Ordens. Er wurde 1787 zum Reichsgrafen erhoben.

## Familie
Andreas von O’Reilly entstammt dem alten irischen niederadligen Geschlecht der O’Reillys. Er war der jüngere Sohn des James O’Reilly, Gutsherr von Ballinlough Castle im County Westmeath, aus dessen Ehe mit Barbara Nugent, Enkelin des 4. Earl of Westmeath.

## Leben
Er ging noch vor Ende des Siebenjährigen Krieges in kaiserliche Dienste, wo er in das Infanterie-Regiment Nr. 45 kam. In der Schlacht bei Torgau konnte er sich auszeichnen. Schon bald wurde er dort Offizier, im Bayerischen Erbfolgekrieg Major und Flügeladjutant. Sein rascher Aufstieg erzeugte Neid bei den anderen Offizieren und so kam es zu einem Streit mit dem Major Graf Klebersberg. Es kam insgesamt zu drei Duellen, wobei der Graf Klebersberg beim letzten tot zurückblieb, O’Reilly wurde verwundet. Duelle waren verboten, so kam es zum Kriegsgerichtsverfahren, das ihn aber freisprach. Im Achten Türkenkrieg kam er in das Dragoner-Regiment (Modena) und nahm damit als Oberstleutnant an der Belagerung von Belgrad teil. Er wurde im Jahr 1790 zum Oberst und 22. Juli 1794 mit Rang vom 16. April 1794 zum Generalmajor befördert.
Während der Koalitionskriege konnte er am Vorabend der Schlacht bei Amberg bei einer Erkundung den Feind aus seiner Stellung vertreiben, während der Schlacht konnte er den Feind bis Teiningen zurückdrängen und Castle auch gegen heftiges Artilleriefeuer behaupten. Am 1. September 1796 konnte er sich im Gefecht bei Geisenfeld auszeichnen. Durch seine Disposition konnte der Kommandant von Ingolstadt von Kerpen einen erfolgreichen Ausbruch machen. Vor Ulm konnte er eine wichtige Anhöhe und so die Vorhut des französischen Generals Dessaix stoppen. Bei Rottweil konnte er zwei feindliche Kolonnen zersprengen. Später ging er über Simonswald nach Waldkirch, um die Vorhut der Armee des General Moreau zu stoppen. Diese sollte über Simonswald gegen die linke Flanke der Armee unter Erzherzogs Karl vorrücken, O’Reilly konnte die überlegenen Kräfte zwei volle Tage aufhalten. Im folgenden Jahr konnte er sich am 21. April 1797 im Gefecht von Thiersheim auszeichnen. Er deckte den anschließenden Rückzug. Es gelang den größten Teil der Reserve-Artillerie und des Gepäcks zu retten, der Oberst O’Reilly fiel dabei aber in Gefangenschaft, wurde aber bald gegen den General Ney wieder ausgetauscht.
Anschließend kämpfte er in der Schlacht bei Zürich und dann kam er zur Armee nach Italien, wo er am 6. März 1800 mit Rang vom 8. September 1799 zum Feldmarschall-Lieutenant ernannt wurde. Er kämpfte in der Schlacht bei Marengo und erhielt am 18. August 1801 das Ritterkreuz des Maria-Theresia-Ordens. Im Jahr 1803 wurde er Inhaber des Chevauxlegersregiment Nr. 3.
Auch im Feldzug von 1805 stand er wieder in Italien und konnte sich in der Schlacht bei Caldiero auszeichnen. Dort gelang es O’Reilly mit seinen Truppen, die bereits durch das Zentrum gebrochenen Franzosen zurückzuschlagen. Er erhielt dafür im April 1806 das Kommandeurskreuz des Maria-Theresia-Ordens.
Im Fünften Koalitionskrieg befand er sich in dem von den vorrückenden Franzosen bedrohten Wien. Dort hatte der Erzherzog Maximilian das Kommando. Die Besatzung der Stadt bestand aus 16.000 Linientruppen und Landwehr, 1000 Studenten und Künstlern und der Bürgermiliz. Am 10. Mai 1809 wurde die Stadt zur Übergabe aufgefordert. Das wurde wie auch eine zweite Aufforderung zurückgewiesen. Am 11. um neun Uhr Abends eröffneten die Franzosen das Feuer und setzten es bis 3 Uhr morgens fort. Dazu gelang es einer Abteilung, durch einen Donauarm in den Prater vorzustoßen. Der Erzherzog zog sich daraufhin auf das linke Donauufer zurück und O’Reilly erhielt das Kommando über die Stadt. So musste O’Reilly am 13. Mai 1809 die Kapitulation unterzeichnen. Im Januar 1810 wurde er mit dem Charakter als General der Kavallerie in den Ruhestand versetzt.
Der General starb im Alter von 90 Jahren in Penzing bei Wien.

### Austerlitz
In der englischsprachigen Literatur wird berichtet, er habe im Dezember 1805 in der Schlacht bei Austerlitz gekämpft, sein Gegenangriff verhinderte die Vernichtung der geschlagenen österreichischen Infanterie. Das ist eine Verwechselung. Das Regiment O’Reilly hat den Angriff geführt, unter ihrem Kommandanten Friedrich Christoph von Degenfeld-Schonburg.

## Familie
O’Reilly heiratete im September 1784 die reiche böhmische Gräfin Maria Barbara von Sweerts und Spork (* 13. Dezember 1760). Die Ehe blieb kinderlos. Er adoptierte seinen Neffen,  Johann Nugent (geborener John O’Reilly, 1800–1859), der daraufhin ebenfalls die Reichsgrafenwürde erhielt. Dieser war der zweite Sohn von Andreas’ älterem Bruder Hugh O’Reilly (1741–1821), der 1795 zum irischen Baronet (of Ballinlough) erhoben worden war und 1812 seinen Familiennamen zu Nugent änderte. Johann (John) erbte beim Tod seines Bruders Sir James Nugent, 2. Baronet, 1843 die irischen Ländereien und den Titel als 3. Baronet, quittierte 1851 im Rang eines Majors die österreichischen Dienste und kehrte nach Irland zurück. Er hinterließ eine Witwe und acht Kinder.